# Corbin Mills
Corbin Mills  (30 april 1990) is een Amerikaanse golfer.
De ouders van Corbin waren missionaris in Rusland en Italië en verhuisden pas naar de Verenigde Staten toen Corbin aan de Clemson Universiteit ging studeren. Op de rangorde van de Amerikaanse amateurs stond hij toen in de top-50. Hij speelde college golf voor de Clemson Tigers.

## Amateur
In 2011 won Corbin het strokeplay kwalificatietoernooi om aan het Amateur Public Links Championship mee te kunnen doen. Vervolgens won hij het matchplay toernooi en kreeg hij een wildcard voor de Masters in 2012.

### Gewonnen
- 2011: Amateur Public Links Championship (kwalificatie en hoofdtoernooi), Players Amateur